# Empire ottoman aux Jeux olympiques de 1908
L’Empire ottoman a probablement participé pour la première fois en tant que nation aux Jeux olympiques de 1908 à Londres. 
La participation en 1908 est parfois envisagée par certaines sources mais il n’est pas certain que le gymnaste ottoman indiqué ait réellement participé aux Jeux à Londres.